# Joan Amor Garrido
Joan Amor Garrido (Sagunt, 1932 - Sagunt, 30 de desembre de 2001) va ser un ciclista valencià, que fou professional entre 1953 i 1958. De la seva carrera esportiva destaca la victòria a la primera etapa de la Volta a Catalunya de 1956.

## Palmarès
- 1956
  - Vencedor d'una etapa de la Volta a Catalunya
- 1957
  - 1r a Tortosa

### Resultats a la Volta a Espanya
- 1957. Abandona